# 谷内川
谷内川（たにうちがわ）は、徳島県那賀郡那賀町を流れる那賀川水系の河川である。

## 地理
那賀郡那賀町（旧相生町大字平野字）の水源から那賀町を経て那賀川に合流する。支流にさぬき川、辺川がある。谷内川河畔には相生温泉が湧き出ている。

## 支流
- さぬき川
- 辺川

## 流域の自治体
徳島県
那賀郡那賀町